# Sommereux
Sommereux ist eine französische Gemeinde mit 480 Einwohnern (Stand 1. Januar 2022) im Département Oise in der Region Hauts-de-France. Die Gemeinde liegt im Arrondissement Beauvais und ist Teil der Communauté de communes de la Picardie Verte und des Kantons Grandvilliers.

## Geographie
Die landwirtschaftlich geprägte Gemeinde liegt rund vier Kilometer östlich von Grandvilliers an der Straße nach Conty.

## Geschichte
Sommereux war bis zur Aufhebung des Ordens im Jahr 1312 Sitz einer Templerkomturei (Commanderie de Saint-Barnabé), die anschließend auf den Johanniterorden überging. Die Gebäude wurden im Hundertjährigen Krieg größtenteils zerstört.
Die Gemeinde Laverrière war von 1827 bis 1833 mit Sommereux vereinigt.

## Einwohner
| 1962 | 1968 | 1975 | 1982 | 1990 | 1999 | 2006 | 2011 |
| ---- | ---- | ---- | ---- | ---- | ---- | ---- | ---- |
| 385  | 358  | 333  | 338  | 322  | 408  | 389  | 408  |

## Verwaltung
Bürgermeister (maire) ist seit 2014 Jean-Claude Mercier.

## Sehenswürdigkeiten
- Pfarrkirche Saint-Aubin, frühere Templerkirche, 1913 als Monument historique klassifiziert.[1]